# West-Duits voetbalkampioenschap 1924/25
In 1924/25 werd het achttiende voetbalkampioenschap gespeeld dat georganiseerd werd door de West-Duitse voetbalbond. De reguliere competitie werd over twee jaar gespeeld en de deelnemers aan de eindronde waren de clubs die na de heenronde aan de leiding stonden in de competitie.
Vanaf dit seizoen mochten er drie clubs naar de eindronde om de Duitse landstitel. Hierdoor werd ook de West-Duitse eindronde geherstructureerd. De kampioenen speelden zoals voorheen in groepsfase en de twee besten gingen naar de nationale eindronde. De vicekampioenen uit de reguliere competities namen het ook tegen elkaar op in een knock-outsysteem voor het derde ticket. De winnaar hiervan nam het nog op tegen de nummer drie uit de eindronde van kampioenen.
TuRU Düsseldorf versloeg VfR Mannheim en verloor dan van Hertha BSC. Schwarz-Weiß Essen versloeg Viktoria Forst en verloor dan van FSV Frankfurt. Duisburger SpV versloeg BTuFC Alemmania 1890 en Altonaer FC 1893 en verloor dan in de halve finale van 1. FC Nürnberg.

## Deelnemers aan de eindronde
| Club                       | Gekwalificeerd als           |
| -------------------------- | ---------------------------- |
| Rheydter SpV 1905          | Nummer 1 van Rijn            |
| VfR rrh. 1904 Köln         | Nummer 2 van Rijn            |
| Düsseldorfer SC 1899       | Nummer 1 van Bergisch-Mark   |
| TuRU 1880 Düsseldorf       | Nummer 2 van Bergisch-Mark   |
| Duisburger SpV             | Nummer 1 van Nederrijn       |
| Duisburger FV 08           | Nummer 2 van Nederrijn       |
| SK Schwarz-Weiß 1900 Essen | Nummer 1 van Ruhr            |
| SC Gelsenkirchen 07        | Nummer 2 van Ruhr            |
| 1. FC Arminia Bielefeld    | Nummer 1 van Westfalen       |
| VfL Osnabrück              | Nummer 2 van Westfalen       |
| SV Kurhessen 1893 Cassel   | Nummer 1 van Hessen-Hannover |
| 1. Casseler BC Sport 1894  | Nummer 2 van Hessen-Hannover |
| Sportfreunde Siegen        | Nummer 1 van Zuidwestfalen   |
| SpVgg Hagen 1911           | Nummer 2 van Zuidwestfalen   |

## Eindronde Kampioenen
| Plaats | Club                       | Wed. | W | G | V | Saldo | Ptn  |
| ------ | -------------------------- | ---- | - | - | - | ----- | ---- |
| 1.     | Duisburger SpV             | 6    | 4 | 1 | 1 | 19:6  | 9:3  |
| 2.     | SK Schwarz-Weiß 1900 Essen | 6    | 3 | 3 | 0 | 15:6  | 9:3  |
| 3.     | 1. FC Arminia Bielefeld    | 6    | 4 | 0 | 2 | 13:4  | 8:4  |
| 4.     | Düsseldorfer SC 1899       | 6    | 3 | 1 | 2 | 9:6   | 7:5  |
| 5.     | Rheydter SpV 1905          | 6    | 2 | 1 | 3 | 9:10  | 5:7  |
| 6.     | Sportfreunde Siegen        | 6    | 1 | 0 | 5 | 6:17  | 2:10 |
| 7.     | SV Kurhessen 1893 Cassel   | 6    | 1 | 0 | 5 | 4:26  | 2:10 |

|  | Kampioen, geplaatst voor nationale eindronde |
|  | Geplaatst voor nationale eindronde           |
|  | Play-off derde ticket eindronde              |

## Eindronde vicekampioenen

### Kwartfinale
|              |                    |       |                           |        |
| 1 maart 1925 | VfR rrh. 1904 Köln | 4 - 3 | 1. Casseler BC Sport 1894 | Ohligs |
| 1 maart 1925 |                    |       |                           | Ohligs |

|              |                      |       |                     |         |
| 1 maart 1925 | TuRU 1880 Düsseldorf | 3 - 2 | SC Gelsenkirchen 07 | Bottrop |
| 1 maart 1925 |                      |       |                     | Bottrop |

|              |                  |       |               |                     |
| 1 maart 1925 | Duisburger FV 08 | 2 - 1 | VfL Osnabrück | Mülheim an der Ruhr |
| 1 maart 1925 |                  |       |               | Mülheim an der Ruhr |

SpVgg Hagen kreeg een bye voor de eerste ronde. 

### Halve Finale
|               |                      |       |                    |      |
| 29 maart 1925 | TuRU 1880 Düsseldorf | 4 - 1 | VfR rrh. 1904 Köln | Aken |
| 29 maart 1925 |                      |       |                    | Aken |

|               |                  |       |                  |         |
| 29 maart 1925 | Duisburger FV 08 | 0 - 3 | SpVgg Hagen 1911 | Crefeld |
| 29 maart 1925 |                  |       |                  | Crefeld |

### Finale
|               |                      |       |                  |           |
| 19 april 1925 | TuRU 1880 Düsseldorf | 6 - 2 | SpVgg Hagen 1911 | Elberfeld |
| 19 april 1925 |                      |       |                  | Elberfeld |

## Wedstrijd om derde ticket eindronde
|               |                      |              |                         |      |
| 26 april 1925 | TuRU 1880 Düsseldorf | 3 - 0 (n.v.) | 1. FC Arminia Bielefeld | Buer |
| 26 april 1925 |                      |              |                         | Buer |